# Karskaya
Karskaya (Ida Karsky, née Schraybmann, 1905-1990) est une peintre et collagiste française d’origine russe, qui s’inscrit dans la mouvance de la Nouvelle École de Paris. Elle est aussi un des acteurs du courant de l’art informel.

## Biographie
Karskaya a vécu et travaillé en France, à Paris et dans l’Aveyron. Mariée au peintre et journaliste Serge Karsky, elle a été conseillée et influencée par Soutine au début de sa carrière de peintre (1939-1940). Sa première exposition personnelle à Paris a lieu en 1946 à la galerie Pétridès, préfacée par Francis Carco.
Après cette exposition, l’art de Karskaya devient, pour une quinzaine d’années, non figuratif, avec des séries que la peintre nomme Jeux nécessaires et Gestes inutiles, España, Lettres sans réponse, Gris quotidiens, Mexico, reflétant par ces titres divers aspects de sa création.
Si Karskaya travaille tout au long de sa carrière sur de multiples supports, en utilisant de nombreuses techniques, elle est en particulier reconnue à partir des années 1950 pour ses collages, utilisant toutes sortes de matériaux possibles (écorces, brindilles et cordes, déchets de bois et de métaux, pierres et ardoises, etc.). Elle expose alors dans de nombreuses galeries parisiennes ainsi qu’à l’étranger (New York, Londres). Elle se lie d’amitié et parfois collabore avec des peintres (Jeanne Coppel, Chafik Abboud, Esther Hess), des musiciens (André Boucourechliev, Gyorgy Kurtag), et de nombreux écrivains : Jean Paulhan, Henri Calet, Francis Ponge, Maurice Nadeau, Frédéric Rossif, Kenneth White, qui ont tous écrit sur elle et sa peinture,.

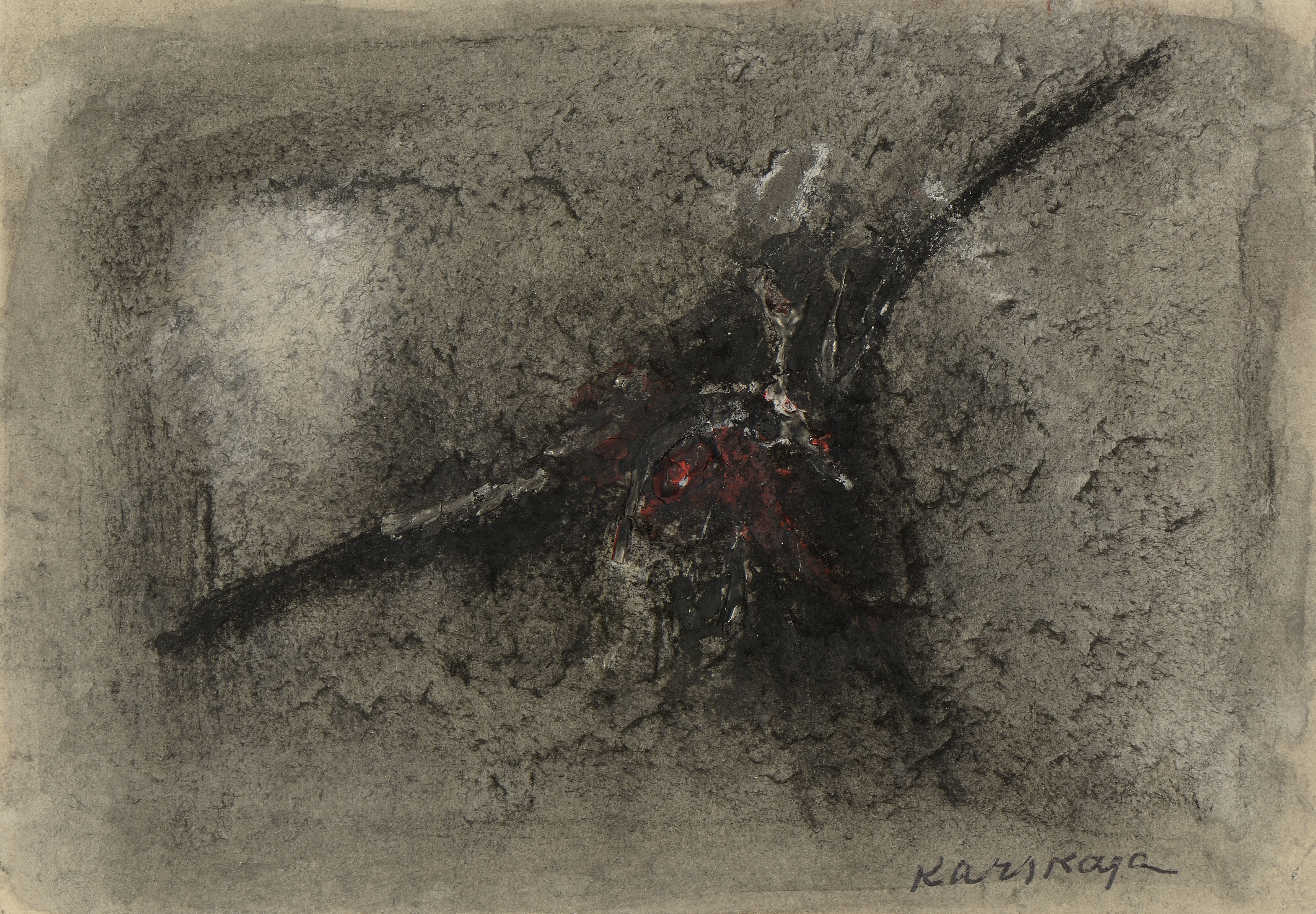
Karskaya, Gris quotidien, 1959.

À partir des années 1960, Karskaya expose souvent en Allemagne et au Danemark. Elle revient vers une certaine forme de figuration transposée, dans des séries d’œuvres comme les Invités de Minuit (réalisées en collaboration avec la peintre Esther Hess) ou les tableaux de la série Connus-inconnus exposés en commun avec le peintre Chafik Abboud.
À partir du début des années 1970, Karskaya s’intéresse aussi à la tapisserie, dont elle réalise dans son atelier plusieurs exemplaires uniques, à base de laine, sisal, cuir, cordes, plomb, etc. Certaines de ces tapisseries, qui seront exposées dans plusieurs biennales et rencontres internationales (Lausanne, 1975, Seattle et Cleveland, 1977) répondent à des commandes de l’État ou de régions. 
Par ailleurs, elle continue jusqu'à sa mort, en 1990, à créer et à exposer, l’État lui consacrant une exposition rétrospective en 1980 à la Fondation nationale des arts graphiques et plastiques (Paris),.
Depuis son décès, et bien que Karskaya soit considérée comme représentant une tendance (« les années 1950 ») peu à la mode au début du XXIe siècle, des expositions personnelles ont lieu régulièrement, tous les deux ou trois ans, à Paris et en province.
Anatoli Vichnevski évoque par l'intermédiaire de ses lettres, à et de ses sœurs Dina et Betty Schreibman notamment, sa vie à Paris depuis la période de la seconde guerre mondiale jusqu'à sa mort en 1990 dans son roman-montage Lettres interceptées .  

## Œuvres
- Tête penchée "Connus-inconnus", 1967, musée des Beaux-Arts et d'Archéologie Joseph-Déchelette, Roanne

## Publication
- Et je parle, livre publié d’après les entretiens avec l’artiste par Vladimir Tchinaev en 1986, traduits par Elena Brullé, éd. galerie Pierre Brullé, Paris, 1997
- Lettres interceptées: la vie de Karkaya est l'une de ce celles évoquées dans le roman-collage d'Anatoli Vichnevski, notamment par des reproductions d'une partie de sa correspondance. Anatoli Vichnevski, Lettres interceptées (en russe : Перехваченние писма),, Gallimard,,‎ 2005, 607 p..

### Filmographie
- François Luxereau, Karskaya, film sur support DVD (26 min), musique Michel Karsky, production : Süpor XAO, 2005